# Volnay (Sarthe)
Volnay – miejscowość i gmina we Francji, w regionie Kraj Loary, w departamencie Sarthe.
Według danych na rok 1990 gminę zamieszkiwało 608 osób, a gęstość zaludnienia wynosiła 31 osób/km² (wśród 1504 gmin Kraju Loary Volnay plasuje się na 781. miejscu pod względem liczby ludności, natomiast pod względem powierzchni na miejscu 569.).